# Mars (hudební skupina)
Mars byla americká hudební skupina hrající no wave. Vznikla v New Yorku v roce 1975 a jejími členy byli zpěvák Sumner Crane, kytaristka China Burg, baskytarista Mark Cunningham, bubenice Nancy Arlen a krátce se skupinou vystupoval ještě kytarista Rudolph Grey. Svůj první singl „3-E“ skupina vydala v roce 1978. Toho roku rovněž přispěla písní „Helen Fordsdale“ na kompilační album No New York. Skupina se rozpadla v roce 1978.